# Gare de Joigny
Gare de Joigny vasútállomás Franciaországban, Joigny településen.

## Vasútvonalak
Az állomást az alábbi vasútvonalak érintik:
- Párizs–Marseille-vasútvonal

## Kapcsolódó állomások
A vasútállomáshoz az alábbi állomások vannak a legközelebb:
- Gare de Saint-Julien-du-Sault
- Gare de Laroche - Migennes